# Gyula Török
Dans le nom hongrois Török Gyula, le nom de famille précède le prénom, mais cet article utilise l’ordre habituel en français Gyula Török, où le prénom précède le nom.
Gyula Török est un boxeur hongrois né le 24 janvier 1938 à Budapest, et mort le 12 janvier 2014.

## Carrière
Médaillé d'argent des poids mouches aux championnats d'Europe de boxe amateur à Lucerne en 1959, il devient champion olympique de la catégorie aux Jeux de Rome en 1960 après sa victoire en finale contre le Soviétique Sergey Sivko.

## Parcours auxJeux olympiques
Jeux olympiques d'été de 1960 à Rome (poids mouches) :
- Bat Miguel Angel Botta (Argentine) 5-0
- Bat Abdelmoneim El-Guindi (Égypte) 4-1
- Bat Sergey Sivko (URSS) 3-2